# Raoul Salan

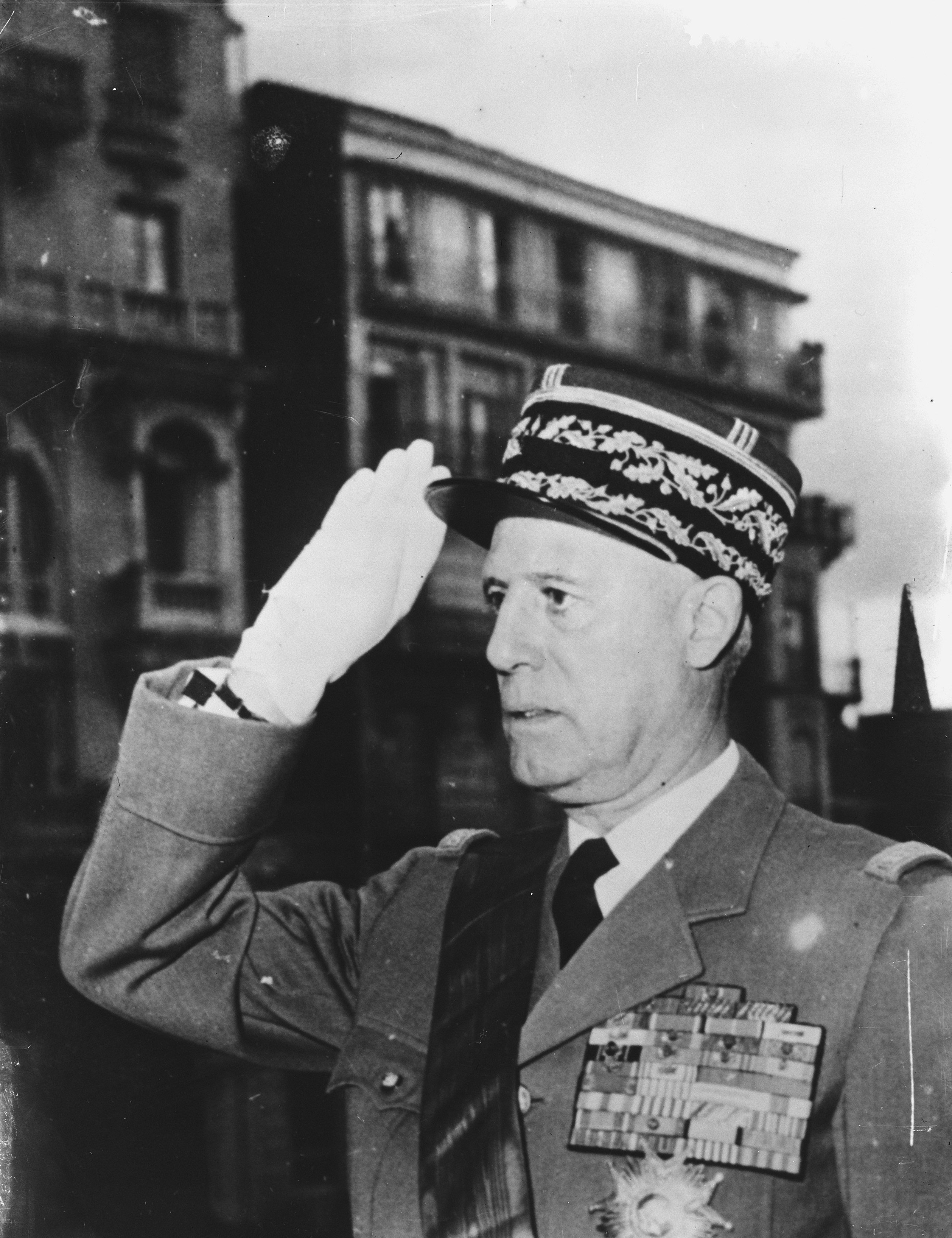
Raoul Salan (1958)

Raoul Salan (* 10. Juni 1899 in Roquecourbe, Département Tarn; † 3. Juli 1984 in Paris) war ein französischer Heeresoffizier, zuletzt im Rang eines Général d’armée.
Von 1952 bis 1953 war er Oberbefehlshaber der französischen Truppen im Indochinakrieg, von 1956 bis 1958 hatte er das Oberkommando über die französischen Truppen im Algerienkrieg. Dort bediente er sich der sogenannten Französischen Doktrin (Verhaftung, systematische Folter, illegale Tötung und „Verschwindenlassen“ mutmaßlicher Aufständischer).
Salan war ein Anführer des Putsch d’Alger vom 13. Mai 1958, der zum Ende der Vierten Republik führte. Nach seinem Ausscheiden aus dem aktiven Militärdienst war er einer der Gründer der rechtsextremen Terrorgruppe Organisation de l’armée secrète und nahm am (gescheiterten) Putsch des généraux am 21. April 1961 teil. Er wurde 1962 zu lebenslanger Haft verurteilt, aber 1968 begnadigt.
Mit 57 französischen und ausländischen Auszeichnungen war Salan der höchstdekorierte Soldat Frankreichs.

## Soldat

### Erster Weltkrieg
Raoul Albin Louis Salan stammte aus Roquecourbe im Département Tarn. Nach dem Schulbesuch wurde er am 2. August 1917 an der Militärakademie von Saint-Cyr aufgenommen. Er wurde am 14. August 1918 zur Kolonialinfanterie versetzt und nahm in den letzten Wochen des Krieges an den Kämpfen bei Verdun teil. Nach dem Waffenstillstand gehörte er bis Mai 1919 zu den französischen Besatzungstruppen im Westen Deutschlands. Nach der Rückkehr nach Saint-Cyr wurde er am 21. September Sous-lieutenant. Am 3. Dezember 1919 ging er wieder nach Deutschland und diente in einem marokkanischen Regiment in Landau.

### Zwischenkriegszeit
Mit dem 17. Regiment der Tirailleurs sénégalais (RTS) wurde er dann ins Mandatsgebiet Syrien an die Grenze zur Türkei versetzt. Am 11. September 1921 wurde er zum Lieutenant befördert. Am 21. Oktober 1921 wurde er bei einem Gefecht schwer verwundet. Er lag noch im Hospital in Aleppo, als er vom französischen Hochkommissar zum Ritter der Ehrenlegion ernannt wurde. Nach Krankenhausaufenthalten in Toulon und im Val-de-Grâce in Paris wurde er am 2. Januar 1924 auf eigenen Wunsch nach Indochina versetzt. Bis auf kurze Unterbrechungen verbrachte er seine weitere Laufbahn in Indochina bis zu seiner Rückkehr nach Frankreich am 8. April 1937.
Ab dem 1. September 1937 arbeitete er für die Aufklärung im Kolonialministerium in Paris. Salan heiratete am 14. März 1939, die Familie hatte drei Kinder.

### Zweiter Weltkrieg
Nach Kriegsausbruch wurde er in geheimer Mission nach Kairo und dann nach Khartum geschickt, um dem äthiopischen Widerstand gegen Italien zu helfen, das sich mit Frankreich noch nicht im Kriegszustand befand. Im November 1939 kehrte er nach Paris zurück und wurde Januar 1940 Chef de bataillon in einem Kolonialinfanterieregiment. Während der Schlacht um Frankreich im Mai und Juni 1940 war sein Bataillon bei den Kämpfen an der Somme beteiligt. Salan erhielt in dieser Zeit weitere Auszeichnungen.
Am 16. Juli 1940 wurde er in das Kolonialministerium der Vichy-Regierung versetzt, am 25. Juni 1941 erfolgte die Beförderung zum Lieutenant-colonel, bevor er am 24. September 1941 nach Französisch-Westafrika versetzt wurde. Über Algier erreichte er im März 1942 Dakar.
Er wechselte die Seiten und schloss sich den Forces françaises libres an. Am 25. Juni 1943 wurde er Colonel. Die nächste Station war im Mai 1944 Korsika, wo er das Kommando über ein Regiment der 9e division d’infanterie coloniale (9. Kolonialinfanteriedivision) erhielt und General Jean de Lattre de Tassigny kennenlernte. Im August 1944 nahm er an der Landung in Südfrankreich teil und war an schweren Kämpfen um Toulon beteiligt. Der weitere Kriegsverlauf führte Salan im Herbst und Winter 1944 ins Elsass, am 25. Dezember 1944 wurde er Général de brigade und Kommandeur der Division. Es folgten weitere Auszeichnungen, darunter die Ernennung zum Kommandeur der Ehrenlegion. In Mülhausen fand am 10. Februar 1945 die erste Begegnung mit Charles de Gaulle statt. Das Kriegsende erlebte Salan in Donaueschingen.

### Indochinakrieg
Im Oktober 1945 kehrte er nach achtjähriger Abwesenheit nach Indochina zurück. Anfang 1946 nahm er an den Verhandlungen mit den Chinesen in Chongqing teil, in denen es um deren Abzug aus Indochina ging. In Hanoi lernte er am 8. Februar 1946 Ho Chi Minh kennen und war an den Verhandlungen zwischen Frankreich und den Việt Minh in Dalat im April und Mai 1946 beteiligt.
Admiral Georges Thierry d’Argenlieu bestimmte ihn als Begleiter Ho Chi Minhs bei der Konferenz von Fontainebleau. Nachdem der Krieg im Dezember 1946 offen ausgebrochen war, übernahm er am 25. Mai 1947 das Kommando über die französischen Truppen im Norden Indochinas. Am 1. September 1947 wurde er Général de division. Im Oktober 1947 leitete er die Operation Lea, bei der beinahe die Gefangennahme Ho Chi Minhs gelungen wäre.
In den folgenden Jahren war er unter dem Oberbefehlshaber Jean de Lattre de Tassigny an zahlreichen Einsätzen in Tongking beteiligt. Am 1. August 1951 wurde er Kommissar für Südvietnam in Saigon, einen Monat später erhielt er seinen vierten Stern als Général de corps d’armée und am 28. August 1952 das Großkreuz der Ehrenlegion. Im Mai 1953 verließ er Indochina wieder und wurde Generalinspekteur des Heeres für das französische Mutterland.
Nach dem Fall von Điện Biên Phủ begleitete er Generalstabschef Paul Ély nach Indochina, der dort den Oberbefehl übernahm. Im Oktober 1954 nahm er endgültig Abschied von Indochina.

### Algerienkrieg
Die nächsten zwei Jahre verbrachte er auf hohen militärischen Posten in Paris, bis er am 12. November 1956 das Kommando über die Region Algier übernahm. Am 1. Dezember 1956 wurde er Général d’armée. Der Algerienkrieg war inzwischen in vollem Gange, Salan überlebte am 16. Januar 1957 in Algier ein mit einer Bazooka ausgeführtes Attentat französischer Extremisten. Sein damaliger Adjutant, Militärattaché Michel Houet, warnte ihn rechtzeitig vor diesem Attentat. Der Anführer der Gruppe, René Kovacs, beschuldigte den späteren langjährigen Minister und Premierminister Michel Debré hinter dem Anschlag zu stecken, konnte aber keinerlei Beweise liefern.
Während der Unruhen in Algier im Mai 1958 erhielt er vom scheidenden Premierminister Félix Gaillard den Auftrag, die Ordnung wiederherzustellen. Beim dann folgenden Zusammenbruch der IV. Republik unterstützten er und General Jacques Massu die Regierungsübernahme durch Charles de Gaulle. Er wurde aus Algerien abberufen und am 19. Dezember 1958 Generalinspekteur der französischen Armee. Mit Abschaffung dieses Amtes Anfang 1959 erhielt er den ehrenvollen, aber heute eher bedeutungslosen Posten des Militärgouverneurs von Paris.
Am 10. Juni 1960 schied General Salan aus dem aktiven Dienst aus, zwei Tage zuvor hatte ein privates Essen im Familienkreis mit Präsident de Gaulle stattgefunden. Er zog Ende Juli nach Algier um. Während eines Besuches in Paris im September untersagte ihm Verteidigungsminister Pierre Messmer die Rückkehr nach Algier. Bei einer Pressekonferenz Ende Oktober bekräftigte Salan sein Bekenntnis zu einem französischen Algerien. Kurz darauf ging er nach Spanien ins Exil.

## OAS
Er schloss sich der Organisation de l’armée secrète (OAS) an, kehrte nach Algier zurück und versuchte mit den Generälen Maurice Challe, Edmond Jouhaud und André Zeller durch den Putsch des généraux am 21. April 1961 de Gaulles Politik, die jetzt erkennbar auf die Unabhängigkeit Algeriens hinauslief, zu stoppen. Salan selber traf erst am 23. April aus Spanien kommend ein. Das Unterfangen der vier, von de Gaulle „un quarteron“ (Quartett) genannt, scheiterte schnell und Salan ging in den Untergrund. In dieser Zeit brachte er es am 26. Januar 1962 auf die Titelseite des amerikanischen Time magazine. Salan eskalierte die Gewalt in Algerien und befahl im Februar 1962, auch auf französische Gendarmen zu schießen. De Gaulle selbst und auch der Kulturminister André Malraux überlebten die Anschläge der OAS.

## Gefängnis
Am 20. April 1962 wurde Salan in Algier verhaftet, er und Edmond Jouhaud riefen die Anhänger der OAS nun auf, den Kampf einzustellen. Im Prozess vor dem Hohen Militärtribunal wurde Salan von Jean-Louis Tixier-Vignancour verteidigt. Am 23. Mai 1962 sprach ihn das Gericht der Verabredung und Beteiligung an bandenmäßigen Anschlägen gegen die Sicherheit des Staates zur Beseitigung der verfassungsmäßigen Ordnung schuldig. Darauf stand die Todesstrafe, Salan wurde jedoch nur zu lebenslanger Haft verurteilt. Er wurde am 15. Juni 1968 von de Gaulle begnadigt und aus der Haft entlassen.

## Letzte Jahre

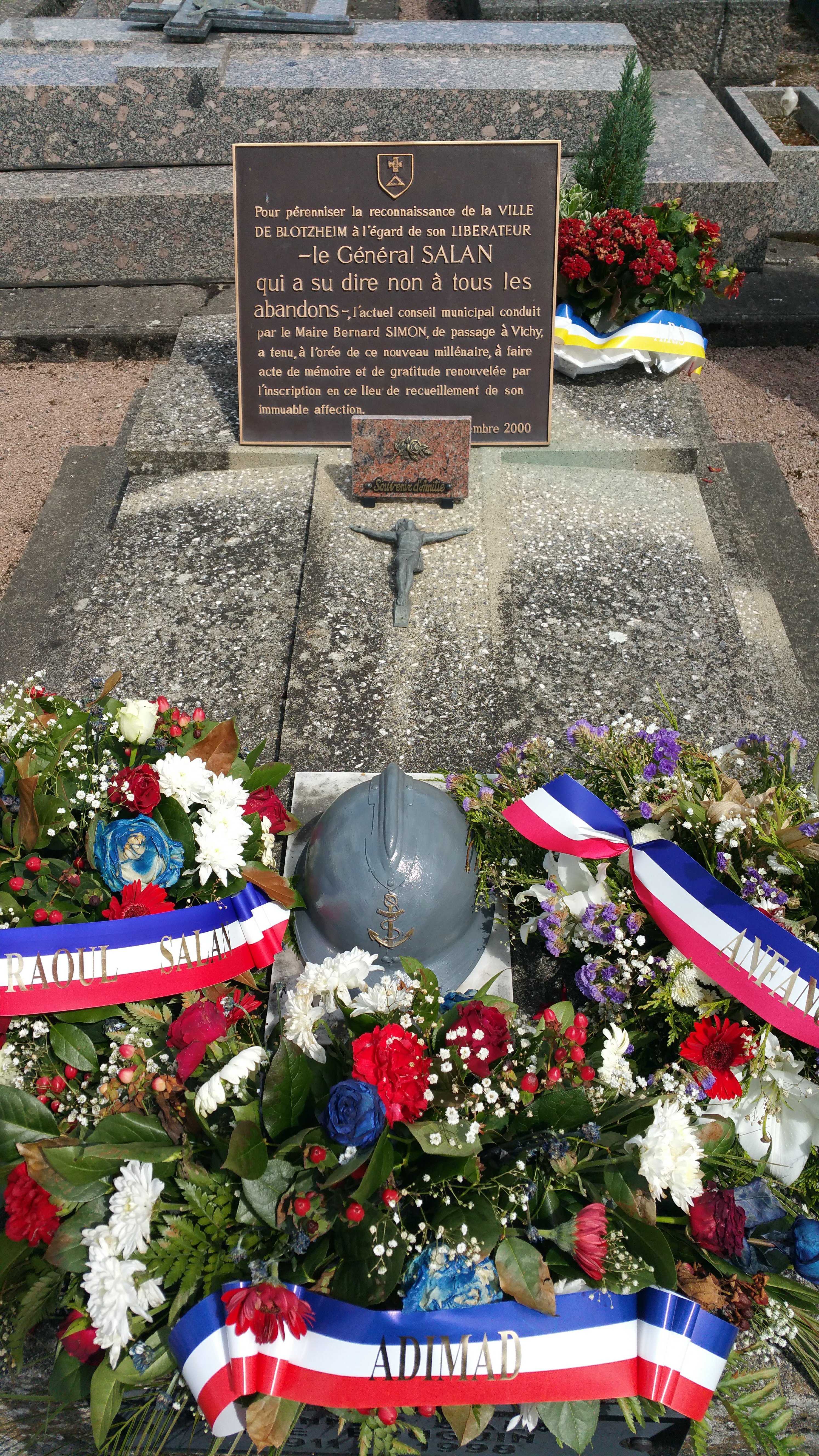
Grab

Salan veröffentlichte zwischen 1970 und 1974 seine Autobiographie über die Zeit zwischen 1918 und 1960, 1975 ein weiteres Buch – diesmal über Indochina. Durch eine Amnestie der Nationalversammlung erhielt er seine Rechte als General und als Träger des Großkreuzes der Ehrenlegion zurück. Er starb am 3. Juli 1984 nach kurzer Krankheit im Militärhospital Val-de-Grâce in Paris und wurde auf dem Friedhof von Vichy begraben.

## Schriften (Auswahl)
- Indochine rouge. Le message d’Hồ Chí Minh. Presses de la Cité, Paris 1975.
- Mémoires. Fin d’un empire. Presses de la Cité, Paris 1970.

1. Le sens d’un engagement. juin 1899 – semptembre 1946.
2. Le Viêt-Minh, mon anniversaire. octobre 1946 – octobre 1954.
3. Algérie française. 1 novembre 1954 – 6. juin 1958.
4. L’Algérie, de Gaulle et moi. 7. juin 1958 – 10. juin 1960.

- Lettres de prison. Table Ronde, Paris 1969.